# Dinastia Tuluva
La dinastia Tuluva fu la terza dinastia a governare l'Impero Vijayanagara.
I fondatori furono notabili originari della costa del Karnataka. L'Impero Vijayanagar raggiunse la sua massima gloria durante questo periodo. L'imperatore più importante fu Krishna Deva Raya. La dinastia contò cinque imperatori dal 1491 fino al 1570. Essi dominarono la quasi totalità dell'India meridionale, con Vijayanagara come loro capitale.